# Xosé Manuel Pereiro

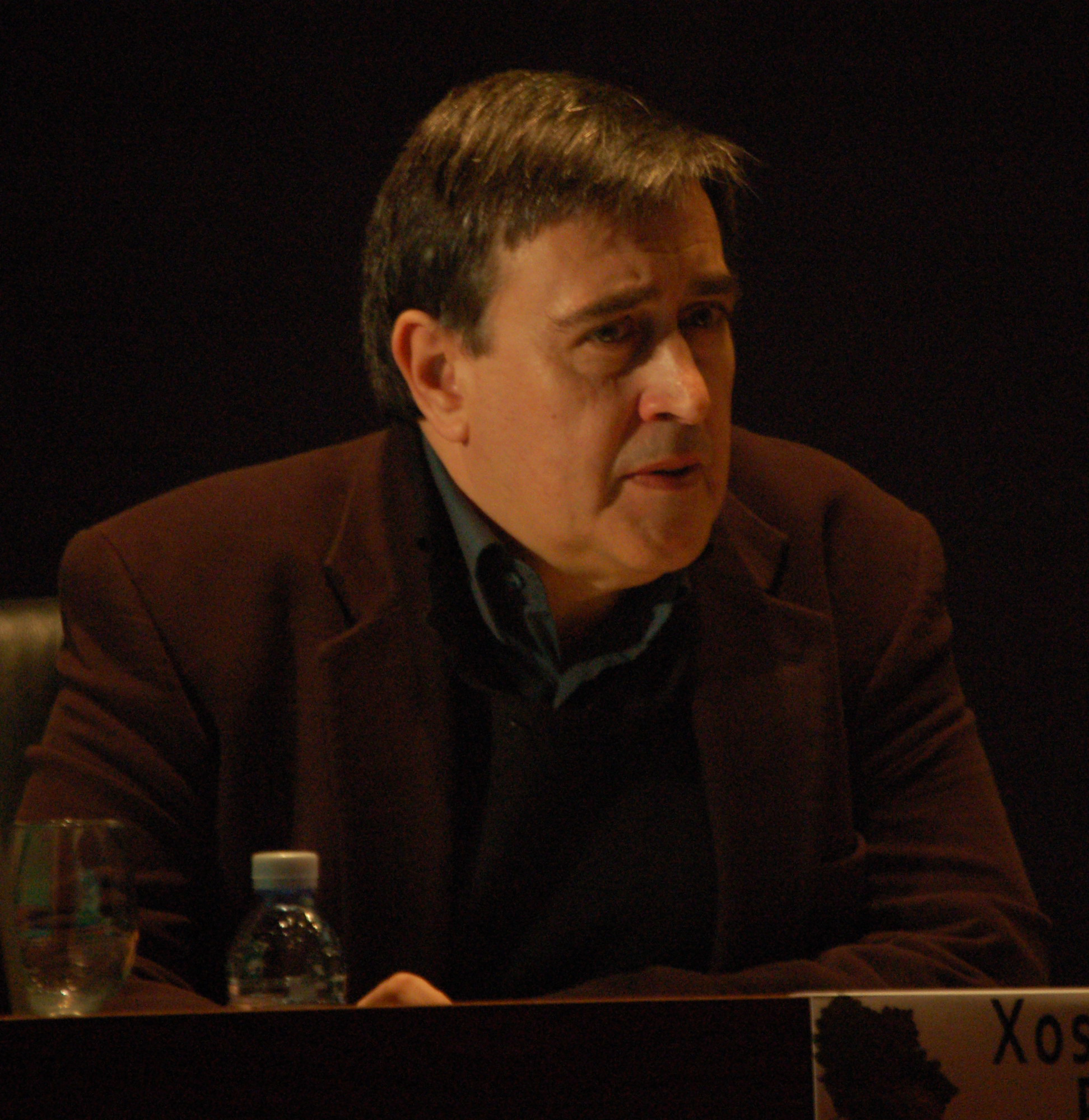

Xosé Manuel Pereiro Sánchez, nacido en Monforte de Lemos en 1956, es un periodista gallego.

## Trayectoria
Xosé Manuel Pereiro Sánchez, nace en Monforte de Lemos en el año 1956. Licenciado en Ciencias de la Información por la Universidad Complutense, en 1975 funda la Revista Loia, junto a otros universitarios gallegos afincados en Madrid: Antón Patiño, Manuel Rivas y su hermano Lois Pereiro. Un fanzine con contenidos culturales asociados a la contracultura underground, en un tiempo de muchos cambios políticos, de experimentación y de búsqueda de nuevos caminos de expresión. Años después, participará en la creación de la publicación cultural, alternativa, crítica e irónica, La Naval (1986-87), auténtico manifiesto de la “movida atlántica” que aglutinaba a todos los militantes de ese “atlantismo”, desde Miguel Anxo Prado, al poeta Lois Pereiro, y colaboradores como Diego A. Manrique o José Manuel Costa. Tiempos cuando Galicia emerge como referente de transgresión y modernidad, atrayendo todas las miradas y provocando fascinación. Resurgimiento cultural auspiciado por el cambio político materializado en una naciente autonomía, con su Estatuto, y en la televisión pública gallega. Actividades que Xose Manuel compagina con la de letrista y cantante del grupo de rock Radio Océano. Fundó y dirigió la Revista Bravú, editada por Edicións Xerais en la década de 1990, y en su comité de redacción estaba gente como Manuel Rivas o Manu Chao. Destacó como revista de contenidos alternativos con una mirada satírica sobre la realidad del país y en ella escribieron personajes de las artes relacionados con el movimiento homónimo, mayormente musical, llamada bravú. Entre estos Xurxo Borrazás, Suso de Toro, Xurxo Souto, Fran Alonso o Santiago Jaureguízar.
Escribió en los periódicos gallegos Faro de Vigo y La Voz de Galicia. También fue corresponsal del diario El País de 1985 a 2015. Trabajó también en radio (Radio Nacional y Ondas Galicia-SER). Fue redactor de TVE de 1988 a 2008. Xosé Manuel Pereiro fue Decano del Colexio Profesional de Xornalistas de Galicia desde el año 2008 hasta 2016. Creó y dirigió en 1998 la revista cultural Bravú y coeditor del portal “Bravú.net”. En la actualidad, escribe en el diario El Progreso y en la revista CTXT.es de cuyo consejo editorial forma parte.Dirige la Revista Luzes (2013), que fundó junto a Manuel Rivas.
En televisión dirigió programas en TVE como el magazín Canal 13 (1988) o la primera teleserie gallega Composteláns (1989), proyectos en los que también fueron guionistas Antón Losada y Antonio Blanco. Dirigió también en TVE2 Galicia el magazín diario ¡Que Serán? (1999). También fue guionista y director de dos documentales (Sete días de novembro y Prestige, tal como fomos) de los cuatro que emitió TVE en Galicia en 2004 y que ganaron ese año el premio Maestre Mateo de la Academia Galega do Audiovisual a la mejor serie de televisión. 
Entre sus obras escritas podemos destacar su primer libro, “Si home si” (2001), donde recoge una serie de artículos periodísticos publicados en La Opinón de La Coruña. Textos narrativos vibrantes, directos, inteligentes, y sobre todo divertidos. Unas auténticas radiografías de nuestro tiempo que desvelan lo que subyace a las noticias del día a día y analizan su repercusión en nuestra sociedad, desde los cambios de nuestras costumbres y forma de vida hasta la complejidad de la situación política nacional e internacional. Es un ejercicio de un periodismo rabudo, que desmonta las falacias de cualquier poder o de lo comúnmente establecido y provoca la reflexión... y la sonrisa. En 2011, junto con unos veinte autores gallegos, publican “A Praza é Nosa. Quen constrúe a Democracia?”. Obra para la reflexión sobre los orígenes, composición, causas y consecuencias del movimiento 15M, con el objetivo de contribuir a enriquecer el debate sobre tan importante movimiento ciudadano y procurar respuestas que puedan ayudar a construir una democracia comprometida con el ben común, la solidaridad, la libertad y la justicia. Tiempo después, publica la obra “Prestige. Tal como foi, tal como fomos” (2014), donde narra, con humor, la catástrofe empezando por el momento en el que se recibe el aviso de emergencia en el Centro de Salvamento Marítimo de Finisterre, hasta los acontecimientos posteriores. Según el autor, el Prestige fue una “tragedia” que dio la oportunidad para demostrar a la sociedad que se puede tener “dignidad”. 
Es también fundador y cantante de la banda de punk rock Radio Océano

## Obras

### Ensayo
- Si home si, 2001, Xerais.
- Prestige.Tal como foi, tal como fomos, 2012, 2.0 editora. 2022 Editorial Galaxia
- Diario dun repunante 2017 Libros de Luzes
- Moncho Reboiras. O camiño da rebeldía. 2021. Aira Editorial

### Obras colectivas
- A praza é nosa, 2011, 2.0 editora.
- Galicia neghra 2015, con Manuel Rivas, Manuel Jabois, Fernanda Tabarés, Aníbal Malvar, Silvia R. Pontevedra, Bieito Iglesias, y Santiago Jaureguizar. Libros de Luzes
- Chapapote, 2022. Libros del K.O. (Coordinador y editor) Con Manuel Rivas, Artur Galocha, Lara Graña, Arturo Lezcano, Lucía Taboada, Natalia Junquera, Marta Veiga Izaguirre, Xosé Hermida, Gonzo, Brais Cedeira, Silvia R. Pontevedra